# Yazalde Gomes Pinto
Yazalde Gomes Pinto, noto semplicemente come Yazalde (Vila do Conde, 21 settembre 1988), è un ex calciatore portoghese di origini guineensi, di ruolo attaccante.

## Biografia
È fratello maggiore di Jaime Pinto, anch'egli calciatore professionista.

## Palmarès

### Club

#### Competizioni nazionali
- Coppa di Romania: 1

Astra Giurgiu: 2013-2014